# 골지힘줄기관
골지힘줄기관(Golgi tendon organ, GTO, Golgi organ, tendon organ, neurotendinous organ, neurotendinous spindle) 또는 힘줄방추 또는 건방추는 근육 긴장의 변화를 감지하는 감각 수용체의 일종인 고유수용기이다. 이는 근건 접합부(musculotendinous junction, myotendinous junction)로 알려진 근육과 힘줄 사이의 경계면에 있다. 이는 골지 건 반사(Golgi tendon reflex)의 감각 구성요소를 제공한다.
골지건 기관은 이탈리아 의사 카밀로 골지의 이름을 딴 여러 시조 용어(eponymous term) 중 하나이다.

## 같이 보기
- 근방추
- 알파 운동 신경세포
- 골지힘줄반사